# 백호기 축구대회
공식대회 명칭은 백호기 쟁탈 전도 청소년축구대회이며, 대한민국 제주도내 최대 규모의 스포츠 행사이다. 이 대회는 제주 축구를 속칭 '동네축구' 수준에서 전국 수준으로 끌어올리는 데 크게 공헌하였다.
백호기 축구대회는 제주일보(당시 제주신문)가 1971년 10월 30일 제주 축구가 전국 축구와 현격한 실력차를 보이자 축구 활성화를 위해 백호기 축구대회를 창설하였다. 당시 참가 팀은 초등부 5개팀에 불과했지만 제주일보사는 출전팀에 대해 철저하고 다양한 홍보로 축구붐을 일으켜 1991~1992년까지 한때 백호기 고등부 축구는 제주도내 총8개팀의 경쟁하는 대회로 발전하였다.
2005년부터 백호기 축구대회에 여초부 경기가 신설되었고, 2011년에 조천중 여중부와 2013년에 제주여고 여고부가 창단되었다. 2014년 제44회 백호기 축구대회에서 조천중 여중부와 제주여고 여고부는 단독 출전했다. 2014년 현재 남초부 8개팀, 여초부 2개팀, 남중부 6개팀, 여중부 1개팀, 남고부 5개팀, 여고부 1개팀이 출전할 정도로 성황을 이루며 제주축구의 기반을 다져 놓았다.
백호기 축구대회는 제주 지역의 축구 수준을 도약시키는 데에 크게 기여하였으며, 그 성과로는 1984년 제13회 제주 전국소년체육대회 조천교 우승, 1995년 제76회 경북 전국체육대회 제주고교선발팀(대기고 주축팀) 우승, 1998년 제6회 백록기 전국고교축구대회 제주제일고 우승, 1999년 제28회 제주 전국소년체육대회 중학선발팀 우승, 2004년 제42회 부산MBC 전국고교축구대회 서귀포고 우승, 2008년 제10회 백운기 전국고교축구대회 오현고 우승을 꼽을 수 있다. 또한 백호기 축구대회는 수많은 우수선수를 배출했고 이들 우수선수는 현재 프로와 대학, 그리고 지도자로서 활동하고 있다. 따라서 백호기 축구대회는 제주 지역 축구 스타 탄생의 산실이라고 할 수 있다.
또한, 백호기 축구대회에서 오현고와 제주제일고의 전통적인 라이벌전은 제주도민의 최대 관심사이다. 특히 도내 5개 고등학교의 재학생과 동문회가 하나가 되는 응원전은 백호기 축구대회에서만 볼 수 있는 진풍경이며, 백호기 축구대회가 곧 도민축제의 장임을 보여주고 있다.
2002년 FIFA 월드컵이 낳은 스타 최진철을 비롯, 강준호, 장영훈, 신병호, 오승범, 황호령, 이종민, 오장은, 정성룡, 심영성 등 백호기가 배출한 축구 스타들은 당당한 K리거로 성장, 소속팀에서 대들보의 역할을 맡고 있다.

## 남고부 역대 우승 및 준우승
| 연도 | 횟수 | 우승       | 준우승     | 비고                                |
| ---- | ---- | ---------- | ---------- | ----------------------------------- |
| 1971 | 01   | X          | X          | 1회 대회는 초등학교로 대회로만 시작 |
| 1972 | 02   | X          | X          | 2회 대회부터 중학 신설              |
| 1973 | 03   | X          | X          |                                     |
| 1974 | 04   | 제주농업고 | ?          | 4회 대회부터 고등부 신설            |
| 1975 | 05   | 제주상업고 | ?          |                                     |
| 1976 | 06   | 제주농업고 | 오현고     |                                     |
| 1977 | 07   | 제주상업고 | 오현고     |                                     |
| 1978 | 08   | 제주상업고 | ?          |                                     |
| 1979 | 09   | 제주제일고 | ?          |                                     |
| 1980 | 10   | 제주제일고 | 오현고     |                                     |
| 1981 | 11   | 제주제일고 | ?          |                                     |
| 1982 | 12   | 대정고     | ?          |                                     |
| 1983 | 13   | 제주농업고 | -          | 공동우승                            |
| 1983 | 13   | 제주제일고 | -          | 공동우승                            |
| 1984 | 14   | 제주제일고 | ?          |                                     |
| 1985 | 15   | 서귀고     | 오현고     |                                     |
| 1986 | 16   | 오현고     | 서귀고     |                                     |
| 1987 | 17   | 서귀고     | 제주제일고 |                                     |
| 1988 | 18   | 오현고     | 제주제일고 |                                     |
| 1989 | 19   | 오현고     | 제주제일고 |                                     |
| 1990 | 20   | 제주제일고 | 대기고     |                                     |
| 1991 | 21   | 대기고     | 제주제일고 |                                     |
| 1992 | 22   | 제주제일고 | 남녕고     |                                     |
| 1993 | 23   | 대기고     | 제주제일고 |                                     |
| 1994 | 24   | 제주제일고 | 오현고     |                                     |
| 1995 | 25   | 서귀고     | 오현고     |                                     |
| 1996 | 26   | 오현고     | 대기고     |                                     |
| 1997 | 27   | 제주제일고 | 제주상업고 |                                     |
| 1998 | 28   | 대기고     | 제주제일고 |                                     |
| 1999 | 29   | 오현고     | 제주제일고 |                                     |
| 2000 | 30   | 오현고     | 제주제일고 |                                     |
| 2001 | 31   | 서귀고     | 제주제일고 |                                     |
| 2002 | 32   | 제주제일고 | 오현고     |                                     |
| 2003 | 33   | 제주제일고 | 서귀포고   |                                     |
| 2004 | 34   | 제주제일고 | 제주상업고 |                                     |
| 2005 | 35   | 오현고     | 대기고     |                                     |
| 2006 | 36   | 오현고     | 제주제일고 |                                     |
| 2007 | 37   | 제주제일고 | 서귀포고   |                                     |
| 2008 | 38   | 대기고     | 제주중앙고 |                                     |
| 2009 | 39   | 서귀포고   | 대기고     |                                     |
| 2010 | 40   | 서귀포고   | 제주제일고 |                                     |
| 2011 | 41   | 제주중앙고 | 서귀포고   |                                     |
| 2012 | 42   | 서귀포고   | 제주중앙고 |                                     |
| 2013 | 43   | 오현고     | 서귀포고   |                                     |
| 2014 | 44   | 제주중앙고 | 제주제일고 |                                     |
| 2015 | 45   | 서귀포고   | 오현고     |                                     |
| 2016 | 46   | 서귀포고   | 제주중앙고 |                                     |
| 2017 | 47   | 서귀포고   | 제주제일고 |                                     |
| 2018 | 48   | 서귀포고   | 제주제일고 |                                     |
| 2019 | 49   | 서귀포고   | 제주중앙고 |                                     |
| 2020 | X    | X          | X          | 코로나로 대회취소                   |
| 2021 | X    | X          | X          | 코로나로 대회취소                   |
| 2022 | 50   | 제주제일고 | 서귀포고   | 코로나로 무관중경기                 |
| 2023 | 51   | 제주제일고 | 오현고     |                                     |
| 2024 | 52   | 제주제일고 | 오현고     |                                     |
| 2025 | 53   | 대기고     | 오현고     |                                     |

## 여고부 역대 우승 및 준우승
| 년도 | 회별 | 우승     | 준우승 | 비고     |
| ---- | ---- | -------- | ------ | -------- |
| 2014 | 44   | 제주여고 | -      | 단독출전 |
| 2015 | 45   | 제주여고 | -      | 단독출전 |

## 남고부 역대 입상 순위
| 순위 | 학교       | 우승 | 준우승 | 결승 | 5연패 | 4연패 | 3연패 | 2연패 |
| ---- | ---------- | ---- | ------ | ---- | ----- | ----- | ----- | ----- |
| 1    | 제주일고   | 16   | 14     | 30   | 0     | 0     | 3     | 1     |
| 2    | 서귀포고   | 12   | 5      | 17   | 1     | 1     | 1     | 2     |
| 3    | 오현고     | 9    | 11     | 20   | 0     | 0     | 0     | 3     |
| 4    | 제주중앙고 | 5    | 6      | 11   | 0     | 0     | 0     | 1     |
| 5    | 대기고     | 5    | 4      | 9    | 0     | 0     | 0     | 0     |
| 6    | 제주고     | 3    | 0      | 3    | 0     | 0     | 0     | 0     |
| 7    | 대정고     | 1    | 0      | 1    | 0     | 0     | 0     | 0     |
| 8    | 남녕고     | 0    | 1      | 1    | 0     | 0     | 0     | 0     |

## 해체된 고등부 축구팀
제주농업고(제주고), 대정고, 한림공업고, 남녕고, 남주고, 세화고 등

## 같이 보기
- 백록기 축구대회